# Рупрехт III фон Вирнебург
Рупрехт III (Роберт III) фон Вирнебург (на немски: Ruprecht III (Robert III) von Virneburg; † 1352) е граф на Вирнебург (1308 – 1352) и маршал на Вестфалия (1318 – 1331).

## Произход
Той е големият син на граф Рупрехт II фон Вирнебург († 1308) и съпругата му Кунигунда фон Нойенар († сл. 1329), дъщеря на граф Дитрих фон Нойенар († 1276) и Хедвиг фон Кесел († сл. 1276). Племенник е на Хайнрих II фон Вирнебург, архиепископ и курфюрст на Кьолн (1304 – 1332). Брат е на Хайнрих III фон Вирнебург († 1353), архиепископ и курфюрст на Майнц (1328/1337 – 1346/1353).
Резиденцията му е в замък Вирнебург.

## Фамилия
Първи брак: пр. 1310 г. с Агнес фон Рункел-Вестербург († 1 януари/6 май 1339), вдовица на граф Хайнрих I фон Спонхайм-Кройцнах († 1310/1311 или 1314), дъщеря на Хайнрих I фон Вестербург († 1288) и Агнес фон Изенбург-Лимбург († 1319). Тя е сестра на Зигфрид II фон Вестербург. Те имат децата:
- Хайнрих фон Вирнебург († 1135), наследник граф на Вирнебург, женен на 7 (14) февруари 1327 г. за Мария фон Юлих († сл. 1363/1367), дъщеря на граф Герхард V фон Юлих († 1328)
- Герхард фон Вирнебург († 1377), наследник граф на Вирнебург, каноник в Св. Ламберт в Лиеж, кантор в Св. Касиус в Бон, домхер в Кьолн (1326 – 1344), байлиф на Андернах (1366)
- Адолф III фон Вирнебург († 1391), граф на Вирнебург, женен пр. 21 май 1378 г. за Юта фон Рандерат († 1407), дъщеря на Арнолд II фон Рандерат-Ерпрат († 1390) и Мария фон Сайн († сл. 1399)
- Йохан фон Вирнебург († 1371), архиепископ на Кьолн, епископ на Мюнстер и Утрехт
- Кунигунда († сл. 1353), омъжена пр. 1325 г. за Аегидиус господар на Даун († 1353), син на Рихард IV фон Даун, годподар и сенешал на Даун († 1319)
- Елизабет († сл. 1380), омъжена 1340 г. за Йохан I фон Шлайден-Нойенщайн († 1379/1381), син на Конрад III фон дер Шлайден († 1345)
- Агнес († сл. 26 декември 1352), омъжена 1329 г. (развод на 12 септември 1351 г.) за граф Вилхелм фон Изенбург-Вид († 1383), син на граф Бруно IV фон Изенбург-Браунсберг († 1383)
- Рупрехт († сл. 1369), каноник в Св. Касиус в Бон (1326 – 1329)
- Райнард († сл. 1327), каноник в Св. Касиус в Бон 1326 и в Ст. Гереон в Кьолн 1327
- Беатрикс

Втори брак: през 1346 г. с Ида фон Хепендорф († сл. 1349), вдовица на Рутгер фон Райц († 1330), дъщеря на Герхард III фон Хепендорф-Алпен, наследствен-фогт на Кьолн († сл. 1318) и втората му съпруга Кунигунда фон Алпен († сл. 1294). Бракът е бездетен.
Трети брак: с жена с неизвестно име и има децата:
- Рупрехт
- Рупрехт IV